# Giuseppe Salio
Giuseppe Salio (1700-1737) fue un escritor, poeta y orador de Italia.

## Biografía
Salio fue un literato nacido en Padua en 1700, originario de una familia noble. Estudió griego y latín en la escuela de Domenico Lazzarini di Morro, y cultivó la poesía por la que adquirió un gusto pronunciado.
Los talentos y los éxitos de Salio le abrieron las puertas para formar parte de la Academia de los Ricoverati de Padua. Salio devino secretario perpetuo de la citada Academia, y cuando se esperaba de él una larga carrera, tuvo una muerte prematura el 24 de abril de 1737.
Salio dejó una producción literaria digna de formar parte del Parnaso de Italia, con tragedias, obras de crítica literaria en la que la poesía es acompañada con la música de Giuseppe Porsile, maestro de capilla jubilado de Carlos VI.

## Obras
- Esame critico di Giuseppe Salio padovano, intorno a varie sentenze d'alcuni rinomati scrittori di cose poetiche, Padova, 1738.
- Salvio otone: tragedia di Giuseppe Salio, Padova, 1736.
- Orazione in morte del signor Domenico Lazzarini di Murro, Bologna, 1735, in-4º.
- Othon: tragedia, Padua, 1730.
- La Temisto, tragedia di Giuseppe Salio, Padova, 1728.
- La Penelope: tragedia, Padova, G. Comino, 1724.
- Il sacrificio di Jestte, Vienna, 1724.
- La incoronazione del Verbo, Bassano, 1720.
- Dieu rédempteur, poema en seis cantos, en octava rima.